# Arboreto de la universidad de Illinois
El Invernadero y colección de plantas de la Universidad de Illinois (en inglés: University of Illinois Arboretum) es un arboreto y jardín botánico de 64.75 hectáreas (160 acres), en el campus de la Universidad de Illinois en Urbana-Champaign, en Urbana, Illinois. 
Su código de reconocimiento internacional como institución botánica, así como las siglas de su herbario es URBAN.

## Localización
University of Illinois Arboretum, 1032 Plant Science Lab MC 6341201 South Dorner Drive, intersection of Florida and Lincoln Avenue, Urbana, Champaign county, Illinois 61801-4778 United States of America-Estados Unidos de América. 
Planos y vistas satelitales.40°5′38.04″N 88°13′1.2″O / 40.0939000, -88.217000
Está abierto a diario sin cobrar ninguna tarifa de entrada.

## Historia
El UI Arboretum es un laboratorio viviente, incluyendo colecciones de plantas e instalaciones que apoyan la enseñanza, la investigación y los programas de servicio público de varias unidades en todo el campus. Ubicado en el campus de la Universidad de Illinois, fue desarrollado desde finales de 1980 a principios de 1990, y actualmente tiene 160 acres de extensión.
Una pieza central para el Arboretum fue el desarrollo del "All-America Selections Trial Gardens", formado por un legado de Miles C. Hartley en los años 90. 
El Departamento de Horticultura había mantenido a los jardines en un principio y en 2004 el Arboretum se trasladó al Departamento de Recursos Naturales y Ciencias Ambientales en el Colegio de Agricultura, Consumo y Ciencias Ambientales (Agricultural, Consumer and Environmental Sciences) -(ACES).

## Colecciones
El arboretum se está construyendo en las tierras agrícolas del sur del campus de la universidad. A partir del 2005, las secciones desarrolladas son las siguientes:
- Welcome Garden - la entrada y plaza de encuentro.

- Japan House - jardín del té (2002), jardín seco Zen (2003). La casa consta de tres salones de té, y de cualquier modo utilizado para dar clases y reuniones, no está generalmente abierto al público.

- Hartley Garden (1994) - un jardín hundido de 3-acre (12,000 m²) siendo Jardín de pruebas del All American Selections y lechos de cultivo de plantas anuales y perennes.

- Idea Garden - seis áreas, incluyendo las borduras, plantas ornamentales, hortalizas, de los niños, y Proyectos Especiales.